# Scuderia Ferrari
Ferrari S.p.A., tävlar som Scuderia Ferrari HP, är det italienska bilmärket Ferraris formel 1-stall.
Ferrariemblemet, Il Cavallino Rampante, "Den stegrande lilla hästen", är en svart häst på gul bakgrund, med bokstäverna "S" och "F", som står för Scuderia Ferrari, "Stall Ferrari".

## Historik

### 1950-talet
Ferrari debuterade i formel 1-VM 1950 i Monacos Grand Prix.
Man hade två bra förare, Alberto Ascari och Luigi Villoresi.
Alfa Romeo-stallet dominerade dock säsongen 1950 och vann sex av loppen. Ferrari slog igenom säsongen 1951 när José Froilán González vann  Storbritanniens Grand Prix. Säsongen efter drog sig Alfa Romeo ur formel 1. Ferrari körde 1952 med en 4-cylindrig motor, 2.0 L Ferrari Tipo 500, vilken gav seger i sju av loppen. 1952 vann Alberto Ascari förar-VM efter att ha vunnit sex lopp. 1953 vann Ascari fem lopp och tog förarmästerskapstiteln igen.
Säsongen 1955 vann Ferrari endast Monacos Grand Prix och efter att Alberto Ascari förolyckats köpte stallet chassin från Lancia som benämndes Ferrari D50. 
Säsongen 1958 tävlade man med Ferrari 246, som emellertid inte höll måttet. Luigi Musso omkom under Frankrikes Grand Prix och Peter Collins avled efter en olycka under Tysklands Grand Prix.

### 1960-, 1970- och 1980-talen

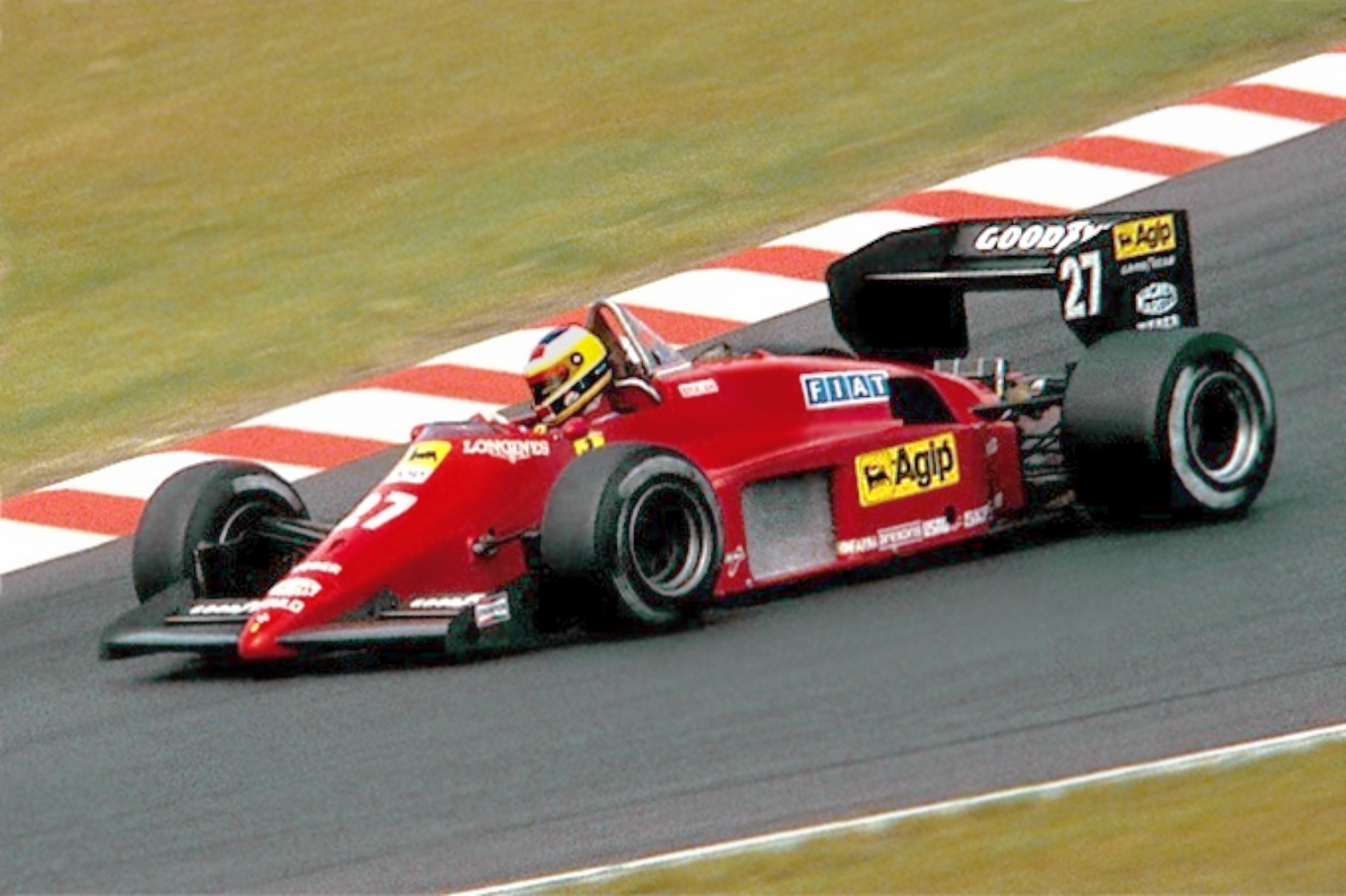
Michele Alboreto i en Ferrari 156/85.

Säsongen 1960 gick lite bättre än de tidigare och 1961 vann Ferrari sitt första konstruktörsmästerskap och Phil Hill tog förarmästerskapet.
Man fick vänta tills 1964 innan man vann ett konstruktörsmästerskap. FIA ändra många regler och det gick inte så bra för Ferrari. Jacky Ickx kom dock tvåa i förarmästerskapet 1970 följd av Clay Regazzoni på tredje plats. Under 1970-talet gick det uppåt för Ferrari igen.  Niki Lauda skrev på för Ferrari 1974 och vann förar-VM 1975 samtidigt som stallet vann konstruktörsmästerskapet. 1976 var Ferrari på väg mot en ny titel tills Niki Lauda kraschade under Tysklands Grand Prix och förartiteln togs istället av James Hunt i McLaren. Niki Lauda återvände och körde hem sin andra VM-titel 1977. 
Efter ett mellanår 1978, då Carlos Reutemann kom trea i förar-VM, vann Jody Scheckter titeln före stallkamraten Gilles Villeneuve 1979. 1982 avled Gilles Villeneuve avled efter en olycka under kvalificeringen till Belgiens Grand Prix. 1983 tog Ferrari hem ännu ett konstruktörsmästerskap efter att René Arnoux vunnit tre lopp och Patrick Tambay ett.
Den 14 augusti 1988 avled Ferraris ägare Enzo Ferrari, 90 år gammal. En vecka efter "den gamles" död vann Gerhard Berger och Michele Alboreto en historisk dubbelseger i Italiens Grand Prix, vilket var enda gången något annat stall än McLaren vann ett lopp säsongen 1988.
1989 kom Nigel Mansell och vann Brasiliens Grand Prix, vilket var i hans första lopp för Ferrari. Han vann senare sensationellt även Ungerns Grand Prix efter att ha startat från den tolfte startrutan.

### 1990-1995
Säsongen 1990 körde Alain Prost för stallet och han vann i Brasilien, Mexiko, Frankrike, Storbritannien och Spanien. Detta räckte dock bara till en andraplats i förar-VM bakom brasilianen Ayrton Senna medan andreföraren Nigel Mansell kom på femte plats.
Den följande säsongen ersattes Nigel Mansell av Jean Alesi men varken denne eller Alain Prost vann ett enda lopp 1991. Detta medförde att en frustrerad och desillusionerad Alain Prost lämnade stallet vid säsongens slut.
1992 blev Jean Alesi stallets försteförare, men i den dåliga bilen kunde han inte göra så mycket, så säsongens höjdpunkter blev två tredjeplaceringar. Stallkamraten Ivan Capelli hade ännu större problem och tog bara tre poäng och fick därför sparken. 
1993 kom Gerhard Berger tillbaka, men varken han eller Jean Alesi kunde vända den negativa trenden. Säsongens höjdpunkter var Jean Alesis andraplats i Italien och Gerhard Bergers tredjeplats i Ungern. 
1994 blev ännu en jobbig säsong för Ferrari med undantag av Gerhard Bergers seger i Tyskland. Gerhard Berger och Jean Alesi slutade dock på tredje respektive femte plats i förarmästerskapet. 
1995 blev en något bättre säsong poängmässigt för stallet, men placeringarna i förar-VM blev sämre då Jean Alesi, som dock vann i Kanada, och Gerhard Berger kom på femte respektive sjätte plats i förarmästerskapet. Säsongens riktiga höjdpunkt kom dock den 16 augusti då Ferrari meddelade att världsmästaren Michael Schumacher hade skrivit ett treårskontrakt med stallet.

### 1996-1997
Säsongen 1996 valde både Jean Alesi och Gerhard Berger att lämna stallet när Michael Schumacher anlände. Istället blev Eddie Irvine stallets andreförare och han överraskade genom att komma före Schumacher i kvalificeringen till Australiens Grand Prix och sedan komma trea i loppet. Därefter gick det sämre för Eddie Irvine, som slutade på en tionde plats i förarmästerskapet.
Schumacher tvingades bryta premiärloppet i Melbourne, men sedan gick det bättre och han kom trea i Brasilien och vann i Spanien. Sedan vann han även i Belgien och Italien vilket ledde till en slutlig tredjeplats i förar-VM med 59 poäng, vilket dock var 38 poäng efter Damon Hill som vann titeln. Schumacher sade senare att "chassit var dåligt och motorn likaså, ärligt talat var det inte mycket till bil".
Michael Schumacher inledde säsongen 1997 med att komma tvåa i Australien. Det var dock något bekymmersamt för honom att han under kvalificeringen till loppet blev frånkörd med två sekunder av de båda Williams-förarna Jacques Villeneuve och Heinz-Harald Frentzen. 
I Brasilien kom Schumacher femma, medan Eddie Irvine inte tog någon poäng. I Argentina kraschade Schumacher i starten, medan Eddie Irvine kom tvåa efter att ha jagat segraren Jacques Villeneuve utan att kunna komma förbi. I San Marino kom Schumacher tvåa och Eddie Irvine trea. Att båda Ferrariförarna stod på podiet hade inte hänt på två år. 
I Monaco tog Schumacher säsongens första seger med Eddie Irvine på tredje plats. Detta gjorde att Schumacher ledde mästerskapet, vilket ingen Ferrariförare lyckats med sedan 1990, då Alain Prost ledde efter halva säsongen. Eddie Irvine låg vid det skedet av säsongen trea. I Spanien kom Schumacher fyra och tappade ledningen i VM-tabellen till Jacques Villeneuve, vilken han dock tog tillbaka genom att vinna loppen i Kanada och Frankrike. 
Ett misslyckat lopp i Storbritannien gjorde att Jacques Villeneuve hämtade in stora delar av försprånget, men genom en andraplats i Tyskland och en fjärdeplats i Ungern höll Schumacher ställningarna. Samtidigt fick Eddie Irvine allt större problem att hänga med i kampen om tredjeplatsen i förar-VM. 
Schumacher tog en säker seger i Belgien och drygade ut ledningen i förar-VM till elva poäng. I Italien hade han dock problem och kom i mål som sexa och när det upprepades i Österrike stod det klart att det skulle bli tufft. Detta förstärktes när Jacques Villeneuve satte in det alla trodde var nådastöten genom att vinna i Luxemburg. Schumacher kom dock tillbaka och vann i Japan samtidigt som Jacques Villeneuve blev diskvalificerad efter att ha kört om under gulflagg. 
I Europas Grand Prix skulle det avgöras. Schumacher kvalade in på samma tid som Jacques Villeneuve och Heinz-Harald Frentzen, men eftersom han inte satte sin tid först fick han den andra startrutan. Schumacher tog dock starten och ledde tills Jacques Villeneuve försökte med en omkörning i Curva Dry Sack. Schumacher styrde då in i Jacques Villeneuves bil och snurrade av själv. Händelsen medförde att Michael Schumacher blev diskvalificerad från förar-VM som vanns av Jacques Villeneuve med Eddie Irvine på sjunde plats.

### 1998
Michael Schumacher inledde säsongen 1998 som favorit eftersom både Williams och Benetton blivit av med fabriksstödet ifrån Renault. McLaren hade dock en snabbare bil än tidigare, vilket överraskade alla. Mika Häkkinen och David Coulthard vann de två första loppen i Australien och Brasilien. Schumacher vann i Argentina, vilket kom som en överraskning för många. I San Marino kom Schumacher tvåa och Eddie Irvine trea. I Spanien kom Schumacher trea medan Eddie Irvine fick bryta efter en kollision. I Monaco  kämpade Eddie Irvine till sig en tredjeplats medan Schumacher kolliderade och slutade på en tiondeplats. Schumacher låg nu trea i förar-VM, 22 poäng efter den ledande Mika Häkkinen. I Kanada tog Schumacher en mycket viktig seger, som gjorde att han då låg tolv poäng efter Mika Häkkinen i mästerskapet. Sedan vann Schumacher i Frankrike med Eddie Irvine på andra plats, vilket var Ferraris första dubbelseger sedan 1990. I Storbritannien vann Schumacher efter att tagit målflaggan i depån. Nu var Schumacher bara två poäng efter Mika Häkkinen men läget försämrades ganska snart för Schumacher när han kom trea i Österrike och bara femma  Tyskland. Schumacher tog dock en fantastisk seger i Ungern men tvingades bryta i Belgien. I Italien blev det en ny dubbelseger och i Luxemburg kom Schumacher tvåa. I Japan exploderade ett av Schumachers däck vilket ledde till att Mika Häkkinen vann förar-VM 1998.

### 1999
Inför säsongen 1999 var McLaren med förarna Mika Häkkinen och David Coulthard favoriter. Dock slog Ferraris Eddie Irvine till och vann premiären i Australien efter att stallkamraten Michael Schumacher och de båda McLaren-förarna fått tekniska problem. I Brasilien kom Schumacher tvåa och Irvine femma. I San Marino vann Schumacher sitt första lopp för säsongen och Ferrari sin första seger på Imolabanan sedan Patrick Tambay vann 1983. 
I Monaco vann Ferrari en enkel dubbelseger med Schumacher och Irvine som etta och tvåa. Detta gjorde att Schumacher nu toppade förar-VM före Irvine och Häkkinen. I Spanien hade Ferrari en tung helg. Det blev en dubbelseger för McLaren med Schumacher på tredje och Irvine på fjärde plats. 
Problemen fortsatte i Kanada där Schumacher kraschade i ledning, medan Irvine trots en snurrning kom trea. Häkkinen vann loppet även där och tog över ledningen i förar-VM. I Frankrike fortsatte problemen där Schumacher kom femma och Irvine sexa, vilket gjorde att tvåan Häkkinen ryckte ifrån i sammandraget. 
Loppet i Storbritannien innebar ett stort bakslag när Schumacher kraschade på grund av ett bromsfel och bröt benet. Han missade sex tävlingar och hans möjlighet att vinna förarmästerskapet försvann därmed. Många trodde nu att Ferraris chanser var borta men Irvine motbevisade dem genom att komma tvåa i Storbritannien och sedan vinna både i Österrike och Tyskland. I Tyskland hade Irvine dock god hjälp av en stallorder som innebar att Schumachers ersättare Mika Salo släppte förbi honom. Häkkinen tog bara fyra poäng på tre race och Irvine ledde nu förar-VM med åtta poängs marginal. 
I Ungern kom Irvine trea, samtidigt som Häkkinen vann, vilket gjorde att McLaren-föraren nu bara var två poäng efter Irvine i VM-striden. I Belgien kom Irvine fyra samtidigt som Häkkinen kom tvåa och tog över ledningen i förarmästerskapet. I Italien snurrade Häkkinen av i stor ledning och kom Ferrari-förarna Mika Salo och Eddie Irvine slutade på tredje respektive sjätte plats. 
I Tyskland gjorde både Ferrari och McLaren bort sig, men Häkkinen klarade trots det av att ta två poäng, till skillnad från Irvine som blev stående i depån, medan mekanikerna letade efter ett försvunnet däck!
Lagom till Malaysias Grand Prix fick Mika Salo fick lämna stallet eftersom Michael Schumacher hade tillfrisknat från sina skador från kraschen i Storbritannien.
Schumacher kom tillbaka och krossade konkurrenterna fullständigt med mer än en sekund i kvalificeringen. I loppet körde han taktiskt och lät Irvine vinna, samtidigt som han höll Häkkinen bakom sig. Därmed ledde Irvine förar-VM inför den sista deltävlingen i Japan. Men glädjen blev inte långvarig, eftersom Häkkinen körde ett felfritt lopp och tog hem segern. Eddie Irvine fick nöja sig med andraplatsen i förarmästerskapet och en fet lönecheck ifrån Jaguar, som skulle bli hans nya arbetsgivare.
Ferrari vann dock konstruktörs-VM 1999, vilket var första gången sedan 1983.

### 2000
Inför säsongen 2000 värvades Rubens Barrichello från Stewart där han hade övertygat säsongen innan. Eddie Irvine gick till Jaguar och Mika Salo gick till Sauber. Michael Schumacher, inledde å sin sida inte säsongen som favorit, utan de flesta var överens om att det var McLaren och Mika Häkkinen. Därför var det föga förvånande att Häkkinen och David Coulthard dominerade kvalificeringen i Australien. Deras glädje blev dock kortvarig, eftersom de båda förarnas bilar gick sönder under loppet. 
I stället kunde Ferrari vinna dubbelt med Schumacher som segrare och Barrichello som tvåa. I Brasilien fick Häkkinen på nytt tekniska problem och Schumacher kunde vinna loppet. Dock var hans motor på bristningsgränsen, varför det var ett mirakel att den höll ända in i mål. Barrichello, å sin sida tvingades bryta på grund av haveri. 
I San Marino vann Schumacher sitt tredje raka lopp, efter att ha besegrat Häkkinen, genom snabba varv innan sitt depåstopp. Barrichello blev fyra. På Storbritannien hade Ferrari ingen lycka med sig. Barrichello startade från pole position, men tvingades bryta på grund av ett tekniskt fel, medan Schumacher blev trea. I Spanien blev det ännu värre för Ferrari. Schumacher fick punktering när han ledde loppet och slutade på en femteplats. Barrichello kunde inte heller han hota McLaren, som tog ännu en dubbelseger. Schumacher ledde fortfarande förar-VM på 36 poäng, följd av Häkkinen på 22 och Coulthard på 20. 
Europas Grand Prix innebar dock en framgång för Schumacher, som körde om Häkkinen i regnet och vann. Barrichello blev ännu en gång fyra. I Monaco ledde Schumacher ohotat, när den bakre hjulupphängningen gav vika. Coulthard i McLaren vann, medan Barrichello kom i mål som tvåa. I Kanada vann Schumacher trots tekniska problem med Barrichello 0,4 sekunder efter. Häkkinen blev fyra, medan Coulthard kom utanför poängplats. Det innebar att Schumacher nu ledde förar-VM på 56 poäng, följd av Coulthard på 34 och Häkkinen på 32.
I Frankrike fick Ferrari en perfekt start, när Schumacher tog starten följd av Barrichello, som kom förbi Coulthard. Detta var dock inte Ferraris dag. Coulthard kämpade sig tillbaka och körde till slut om de båda Ferraribilarna, vilket även Häkkinen gjorde. Schumacher fick motorproblem och blev poänglös. Österrikes Grand Prix blev ännu ett misslyckande för Schumacher, som kolliderade med Ricardo Zonta i starten och tvingades bryta, samtidigt som Häkkinen vann. Dessutom upprepades Schumachers mardröm i Tyskland där han kolliderade med Giancarlo Fisichella i den första kurvan. Då säkerhetsbilen kom ut, på grund av att en person sprungit ut på banan,  kunde Barrichello, som startat från den 18:e rutan, närma sig toppen. När det sedan började regna och Barrichello stannade ute, tog han ledningen och höll sedan undan för de jagande McLarenförarna. Schumacher behöll ledningen i förarmästerskapet på 56 poäng med Häkkinen och Coulthard på 54 och Barrichello på 42 poäng. 
I Ungern vann Häkkinen igen. Nu kom Schumacher i dock i mål, på en andraplats. Belgiens Grand Prix blev ännu en stor besvikelse för Schumacher, som blev omkörd när han ledde loppet av Häkkinen när det var fyra varv kvar. I Italien vann Schumacher en smärtsam seger, efter att en funktionär förlorat livet efter att ha träffats av ett löst däck från en krock, i vilken Barrichello var inblandad. Schumacher var så ledsen att han bröt ihop under presskonferensen, vilket delvis berodde på att han tangerat Ayrton Sennas antal segrar. I USA tog Schumacher en viktig seger före Barrichello, samtidigt som Coulthard försvann från VM-striden efter en femteplats och Häkkinen tvingades bryta på grund av ett motorhaveri.
I Japan vann Schumacher igen vilket innebar att han säkrade Ferraris första förartitel sedan Jody Scheckter vann 1979. Schumacher var hur glad som helst efteråt, eftersom han kämpat i fem år för att vinna ett världsmästerskap för Ferrari. Malaysias Grand Prix blev ett lopp utan spänning, sedan Schumacher hade kontrollerat tävlingen från pole position. Han tangerade genom den segern Nigel Mansells rekord för antal segrar och poäng under en säsong. Ferrari vann konstruktörs-VM och Schumacher förar-VM på 108 poäng, före Häkkinen på 89, Coulthard på 73 och Barrichello på 62 poäng.

### 2001
Michael Schumacher startade säsongen 2001 som favorit efter VM-titeln säsongen innan. Ross Brawn och Rory Byrne hade designat ännu en snabb bil, vilket Schumacher med eftertryck visade när hann vann i säsongspremiären i Australien med Barrichello på tredje plats. Loppet blev dock sorgkantat efter en våldsam krasch då en funktionär träffades av ett flygande hjul och omkom.  
I Malaysia var det monsunregn och kaos utbröt när båda Ferrariförarna åkte av banan efter en oljeläcka från en annan bil. De tog sig dock upp på banan igen och tog sig till depån men de blev stående där, sedan mekanikerna tappat bort ett hjul. Tur i oturen var att säkerhetsbilen var ute på banan, vilket gjorde att de båda Ferrariförarna inte hamnade så långt bakom täten. Schumacher gjorde sedan en riktig rusch när bilarna släpptes i väg. Han körde ifrån Barrichello med en sekund per varv och de andra med fyra. Schumacher vann loppet utan problem, följd av Barrichello. I Brasilien kom Schumacher tvåa, trots två snurrningar, medan Barrichello tvingades bryta efter en krasch. San Marinos Grand Prix blev trist för Ferrari, Schumacher tvingades bryta loppet och Barrichello blev trea. 
I Spanien hade Schumacher maximal tur och kunde vinna trots problem med bromsarna och Mika Häkkinens koppling gått sönder på sista varvet. I Österrike tog David Coulthard hem segern, sedan Schumacher kolliderat med rookien Juan Pablo Montoya. Barrichello fick order om att släppa upp Schumacher till andra plats, vilket han inte gillade och tydligt visade efteråt. I Monaco var det fred i Ferraristallet igen. Schumacher vann före Barrichello, samtidigt som stallet meddelade ett femårigt sponsoravtal med Vodafone. 
I Kanada tog Schumacher en viktig andra plats, endast slagen av sin bror, Ralf Schumacher, som körde för Williams. Europas Grand Prix innebar en ny seger för Schumacher, som därmed drog ifrån i VM-tabellen. När Schumacher vann i Frankrike ansåg de flesta att förar-VM var avgjort, ett påstående som förstärktes, efter att Schumacher kommit tvåa i Storbritannien, samtidigt som värsta konkurrenten David Coulthard inte kom i mål. Ett brutet lopp i Tyskland gjorde inte så mycket, eftersom Coulthard råkade ut för samma öde och Barrichello blev tvåa. I Ungern blev det jackpot för Schumacher. Hans 51:a F1-seger gjorde att han tangerade Alain Prosts rekord och säkrade samtidigt hans fjärde mästerskapstitel. Ferrari säkrade dessutom konstruktörs-VM genom Barrichellos andraplats. 
I Belgien blev Schumacher ensam om segerrekordet. Hans fokusering inför det följande loppet i Italien rubbades av 11 september-attackerna mot bland annat World Trade Center. Schumacher var mentalt frånvarande den helgen och kom fyra medan Barrichello kom tvåa. Ferraribilarna hade i detta lopp inga sponsorloggor (förutom sitt eget märke) på varken bilar eller kläder och nosen hade lackats i svart för att hedra offren i attackerna. I ett alltjämt chockat USA kom Schumacher tvåa och slog poängrekordet för en säsong, medan Barrichellos motor exploderade. I Japan vann Schumacher sin nionde seger för säsongen. Han vann förar-VM 2001 med 123 poäng före David Coulthard med 65 och Barrichello med 56 poäng.

### 2002
Inför säsongen 2002 gjorde Ferrari inga förändringar. Michael Schumacher och Rubens Barrichello fick alltså inleda säsongen med fjolårsbilen F2001. I Australien tog Barrichello pole position, men han blev påkörd av Ralf Schumacher i starten. Michael Schumacher klarade sig undan startkollisionen och kunde vinna loppet. I Malaysia fick dock Ferrari problem. Barrichello bröt loppet medan Schumacher efter en startkollision endast nådde en tredjeplats. 
I Brasilien vann Schumacher med den nya bilen F2002 medan Barrichello åter tvingades bryta sitt hemmalopp. San Marinos Grand Prix blev en framgång för Ferrari genom en dubbelseger med Schumacher som etta. Nu dominerade Ferrari så Williams var inte i närheten av att vinna någon tävling. David Coulthard vann visserligen i Monaco, men annars var konkurrenterna långt borta. Schumacher vann sedan i Spanien men i Österrike blev det skandal, när Barrichello tvingades lämna över ledningen till Schumacher på start och mål-rakan under sista varvet. 
Schumacher vann sedan i Kanada, Storbritannien och Frankrike och säkrade därmed sin femte VM-titel, vilket var en tangering av Juan Manuel Fangios rekord. I Europas Grand Prix vann Barrichello och i Tyskland vann Schumacher inför sina jublande hemmafans. I säsongens fem sista lopp var Ferrari så överlägsna att de själva kunde välja vem som skulle vinna. Schumacher vann i Belgien och Japan medan Barrichello vann i Ungern, Italien och USA. Ferrariförarna gick i dessa lopp i mål inom en sekund. 
Schumacher slog poäng- och segerrekord för en enskild säsong och Ferrari slog konstruktörsmästerskapsrekordet vad gäller poäng. Det var dessutom Ferraris första dubbelseger i formel 1-VM sedan Jody Scheckter vann före Gilles Villeneuve 1979.

### 2003
Michael Schumacher, som vunnit tre raka VM-titlar, var favorit 2003. I Australien kom han dock bara fyra efter att ha haft problem med lösa bildelar när han ledde loppet. Stallkamraten Rubens Barrichello hade problem och kraschade. I Malaysia kom Barrichello tvåa och Schumacher sexa och i "cirkusloppet" i Brasilien kraschade Schumacher efter vattenplaning medan Barrichello fick bränslestopp på väg mot segern. 
I San Marino hade bröderna Schumacher en tuff helg efter att deras mamma hade avlidit. Michael Schumacher lyckades trots vad som hänt vinna loppet. Han var dock sammantaget 14 poäng efter Kimi Räikkönen, som kom tvåa i loppet. Barrichello kom i mål som trea. I Spanien vann Schumacher och minskade skillnaden till fyra poäng eftersom Räikkönen kolliderat med en bil som fått motorstopp vid starten. Fernando Alonso blev sensationellt tvåa medan Barrichello kom trea. I Österrike vann Schumacher och än en gång kom Barrichello trea. 
Monacos Grand Prix blev en stor besvikelse för Ferrari, Schumacher kom där trea och Barrichello sjua. I Kanada blev det dock succé för Schumacher, som sensationellt vann efter att ha haft problem med både bromsar och däck. I Europas Grand Prix gick det sämre. Schumacher snurrade av och blev stående i en sandfålla. Han vinkade då till sig några funktionärer som hjälpte honom tillbaka upp på banan. Enligt reglerna får inte funktionärer hjälpa en förare att komma tillbaka på banan om inte bilen står i ett för andra riskabelt läge. 
Domarna ansåg att det senare var fallet varför Schumacher fick fortsätta och slutade på femte plats i loppet. I Frankrike blev det också bekymmersamt efter att Schumacher bara kommit trea och konkurrenterna närmade sig honom i VM-tabellen.
I Storbritannien vann Barrichello sitt första lopp för säsongen, efter att bland annat ha gjort en snygg omkörning av Kimi Räikkönen vid Bridge, medan Schumacher blev fyra. I Tyskland kraschade Barrichello rejält i första kurvan, medan Schumacher efter en punktering kom på sjunde plats. I Ungern blev det ännu en krasch för Barrichello, när hans hjulupphängning gick sönder. Schumacher, som även han hade stora problem, kom på åttonde plats. Schumacher ledde dock fortfarande förar-VM med 72 poäng, tätt följd av Juan Pablo Montoya med 71 och Räikkönen 70.
I Italien vann Schumacher överraskande efter att däcken från Michelin som Williams och McLaren använt förklarats regelstridiga, vilket alltså gynnade Ferrari med däck från Bridgestone. Schumacher hade dock en tuff duell med Montoya i Curva Della Roggia på första varvet men kunde därefter vinna enkelt. 
I USA gjorde Schumacher en fantastisk uppkörning från den sjunde startrutan och vann loppet medan Barrichello blev pååkt av Montoya och fick bryta. Denne fick ett drive through-straff och kom sexa och var därmed borta från VM-striden. Räikkönen kom tvåa och var nu nio poäng efter.
I den sista deltävlingen i Japan behövde Schumacher bara en åttondeplats, vilket han klarade efter ett kaotiskt lopp. Barrichello vann tävlingen och Räikkönens kom tvåa vilket innebar att han slutade på andra plats i förar-VM. 
Ferrari vann konstruktörs-VM och Schumacher tog sin sjätte VM-titel, vilket är rekord.

### 2004
Ferrari troddes få det svårt säsongen 2004. Konkurrenterna Williams och McLaren hade designat bilar som såg snabba ut, men verkligheten kom ikapp dem omgående när Michael Schumacher och Rubens Barrichello började med en dubbelseger i Australien. I Malaysia var Williams och Juan Pablo Montoya snabbare, men trots det hade Schumacher inga större problem att vinna igen. 
I Bahrain blev det ännu en dubbelseger för Ferrari, åter med Schumacher som segrare. I San Marinos Grand Prix vann Schumacher igen, men den här gången blev han ordentligt pressad av Jenson Button. I  Spanien fick Schumacher oljetrycksproblem, men vann trots det loppet. 
Det blev dock motgång i Monaco, där Schumacher fick en knuff av Montoya medan säkerhetsbilen var på banan och for av. Schumacher vann sedan Europas Grand Prix  medan Barrichello kom tvåa än en gång. Det blev även dubbelsegrar i Kanada och USA med Schhumacher som vinnare. 
I Frankrike blev det svårare, där Fernando Alonso bjöd på tufft motstånd. Schumachers taktik ändrades till fyra depåstopp och det gjorde att han kunde besegra Alonso. Barrichello stal tredjeplatsen från Jarno Trulli i sista kurvan. Storbritanniens Grand Prix innebar ännu en tuff utmaning för Ferrari efter att McLaren börjat tävla med sin nya bil.
Kimi Räikkönen utmanade Schumacher, men fick se sig besegrad av tysken. 
I Tyskland vann Schumacher igen och tog sin elfte seger för säsongen, trots en stark insats av Jenson Button. I Ungern blev det ännu en dubbelseger för Ferrari och även nu var det som Schumacher som vann.
I Belgien blev Schumacher dock besegrad av Räikkönen men han säkrade ändå sin sjunde förartitel genom att komma tvåa. 
I Italien blev ännu en dubbelseger för hemmastallet men denna gången med Barrichello som etta.  I Kina vann Barrichello igen, medan Schumacher gjorde ett dåligt lopp. Schumacher revanscherade sig i Japan där han vann före sin bror Ralf Schumacher. 
Det blev en ganska tam säsongsavslutning för Ferrari i Brasilien, där man "bara" tog åtta poäng. Säsongen blev ändå en succé för Ferrari som då slog alla tänkbara rekord.

### 2005
Säsongen 2005 var förväntningarna rakt motsatta än de var inför den föregående. Michael Schumacher och Rubens Barrichello troddes till och med kunna vinna varje lopp. Men istället blev det en ren mardröm för Ferrari. Inledningen i Australien skulle normalt varit ett fantastiskt resultat för Ferrari med Barrichellos andraplats mellan Renault-förarna Giancarlo Fisichella och den blivande världsmästaren Fernando Alonso.
Fortsättningen i Malaysia och Bahrain var pinsam för Ferrari, som bara tog ströpoäng. 
I San Marinos Grand Prix stämde det bättre för Ferrari och Schumacher kunde trots en dålig startposition slåss med Alonso om segern, men kom inte förbi. 
Nu trodde alla att Ferrari hade hittat rätt spår. Men i Spanien och Monaco visade det sig vara fel. 
Loppet i Monaco minns mest för att Schumacher pressade sig förbi Barrichello i en riskfylld manöver på sista varvet. Rykten säger att det var då Barrichello bestämde sig för att lämna stallet. Europas Grand Prix innebar en efterlängtad framgång för Barrichello, som kom trea, medan Schumacher bara blev femma.

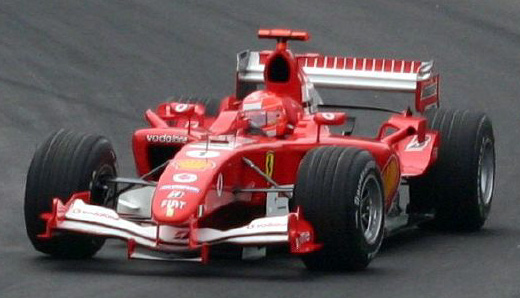
Michael Schumacher i en Ferrari F2005 i.

Kanadas Grand Prix var Ferraris bästa lopp under säsongen. Schumacher kom där tvåa, följd av Barrichello. Schumacher jagade den segrande Kimi Räikkönen i McLaren, men kom inte förbi.
I "skandalloppet" i USA blev det sedan en parodisk dubbelseger för Ferrari, "tätt" följda av två inte särskilt snabba Jordanbilar. I Frankrike kom Schumacher på tredje plats efter en fantastisk körning på utslitna däck. Loppen i Storbritannien och Tyskland var deprimerande för alla supportrar, men i Ungern slog Schumacher till med en överlägsen pole position och kom trots bristfälliga däck tvåa. 
Därefter var det slut på Ferraris framgångar. Mest pinsamma var insatserna i Italien och Kina där man inte ens var i närheten av att ta poäng. 
I Kina fick Barrichello i sitt sista lopp för Ferrari till och med stryk av Tiago Monteiro i den hopplösa Jordanbilen med samma däck. Bridgestones däck höll inte måttet utan började blistra efter halva distansen och var nästan blankslitna på slutet. Ferrari slutade på tredje plats i konstruktörsmästerskapet, men mirakulöst nog räckte Schumachers 62 poäng till en tredjeplats för honom i förar-VM.

### 2006
Säsongen 2006 tänkte Ferrari skjuta fram positionerna. Nu tilläts åter däckbyten och Bridgestone hade ökat kvaliteten. Rubens Barrichello, som ledsnat på Ferrari, gick till Honda och ersattes av landsmannen Felipe Massa från Sauber. 
I Bahrain tog Michael Schumacher pole position före Massa. Fernando Alonso i Renault tog sig dock snart förbi Massa och vid det andra depåstoppet även Schumacher, som därmed blev tvåa. Massa gjorde flera misstag och slutade nia. I Malaysia och Australien gick det riktig dåligt för stallet vilket påminde om säsongen innan. 
Schumacher tog dock revansch när han vann i San Marino efter en taktisk manöver mot Alonso. I Europas Grand Prix vann Schumacher efter en smart körning igen och Massa tog sin första pallplats. I Spanien hoppades Ferrari och Schumacher ta den tredje raka segern, men där vann istället Alonso. 
I Monaco fick Ferrariförarna starta sist.  Massa kraschade under Q1 och Schumacher, som hade den bästa kvaltiden, straffades för att han stannat i Rascasse och därmed hindrat andra förare att förbättra sina kvaltider. Alonso fick överta pole position och vann sedan loppet. Schumacher kom dock femma, medan Massa slutade nia. Alonso vann sedan både i Storbritannien och Kanada, men Schumacher tog sig förbi Kimi Räikkönen i McLaren i slutet av loppen och kom tvåa. I USA tog Ferrari en dubbelseger, där Schumacher vann före Massa och i Frankrike  vann Schumacher med Massa som trea, vilket ökade på Ferraris poäng. 
I Tyskland vann Schumacher före Massa. Detta var Schumacher tredje raka seger och han närmade sig Alonso i förarmästerskapet. 
I Ungern gick det sämre igen, Massa kom sjua och Schumacher åtta. Problemen var bland annat att Bridgestonedäcken inte passade förhållandena och att Schumacher valde att stanna ute på regndäck, trots att banan var torr. Han blev omkörd av flera förare och krockade med Nick Heidfeld och skadade hjulupphängningen. I Turkiet vann Massa före Alonso och Schumacher, och därmed ökade Alonsos ledning i förarmästerskapet. I Italien vann dock Schumacher före Räikkönen medan Alonso fick ett motorhaveri. På presskonferensen meddelade en rörd Schumacher att han skulle sluta efter säsongen. Samtidigt meddelade Ferrari att stallets förare den följande säsongen skulle bli Kimi Räikkönen och Massa, något som Räikkönen inte alls kommenterade. 
I Kina vann Schumacher efter en taktisk körning där han i princip lekte med Alonso och Giancarlo Fisichella i Renault under förhållanden liknade dem i Ungern. Schumacher ledde nu VM-tabellen med fler racesegrar än Alonso. I Japan ledde Schumacher loppet när hans motor brann upp och därmed hans chans att ta VM-titeln.
I Brasilien vann Massa före Alonso medan Schumacher slutade fyra, trots massor av problem. Alonso och Renault tog därmed hem mästerskapstitlarna medan Schumacher och Ferrari tog andraplatserna.

### VM-titlarna 2007
Säsongen 2007 tog Ferrari bort kölen på bilen, vilket var lyckat.  
I Australien tog  Kimi Räikkönen  pole position, satte snabbaste varv och ledde från start till mål och var nu säsongens favorit. Felipe Massa, som hade växellådsproblem under kvalet och sedan bytte motor, fick starta från den sista rutan, men lyckades komma sexa. I Malaysia hade Massa pole position, men han och trean Räikkönen blev omkörda av McLaren-förarna Fernando Alonso och Lewis Hamilton redan efter första kurvan. Räikkönen lyckades komma trea medan Massa, som körde av banan vid ett försök passera Hamilton, slutade femma. I Bahrain tog Massa pole position igen och ledde sedan racet in i mål. Räikkönen såg ut att komma ikapp Hamilton, men hans däck fungerade inte under de sista varven och slutade trea i loppet. 
I Spanien tog Massa pole position och efter att Alonso kört bort sig i den första kurvan kunde han vinna medan Räikkönen tvingades bryta loppet. Ferrari hade nu vunnit tre av fyra lopp och ledde konstruktörsmästerskapet, men i förarmästerskapet var det dubbelt McLaren. I Monaco  kraschade Räikkönen under kvalet och kom sedan åtta medan Massa slutade trea och därmed lyckades de inte avancera i VM-tabellen. I Kanada gick det sämre för Ferrari.  Räikkönen blev femma efter att i delar av loppet ha varit två sekunder långsammare per varv än vinnaren Hamilton och Massa blev diskvalificerad för att ha kört mot rött ljus i depån. 
I USA dominerade återigen McLaren och Massa och Räikkönen slutade trea respektive fyra. I  Frankrike  var Ferrari och i synnerhet Räikkönen nederlagstippade, men man kom med nyutvecklade delar och tog en dubbelseger, med Räikkönen som etta. Räikkönen följde upp med att även vinna i Storbritannien efter ett taktiskt genomfört lopp medan Massa, som fått stopp vid starten, blev femma. 
I Europas Grand Prix tog Räikkönen pole position, men tvingades bryta från tredjeplatsen. Massa ledde länge loppet men blev passerad av Alonso och slutade tvåa. I Ungern  straffades Alonso för att ha hindrat Hamilton under kvalificeringen vilket hjälpte Räikkönen till andraplatsen . Massa kom på trettonde plats efter en mycket dålig helg. I Turkiet kom Massa tillbaka och vann före Räikkönen och gick om stallkamraten i VM-tabellen. I Italien kraschade Räikkönen våldsamt under kvalificeringen efter ett upphängningsfel och fick ont i nacken. Det spionanklagade McLaren tog en dubbelseger på Ferraris hemmabana med Räikkönen på tredje plats. I Belgien tog sedan Ferrari en dubbelseger. Inför avslutningen i Brasilien hade Hamilton 107, Alonso 103 och Räikkönen 100 poäng. Räikkönen gjorde ett bättre sista depåstopp än Massa och vann loppet. Alonso kom trea och Hamilton slutade på sjunde plats. Detta resultat gav Räikkönen 110 poäng och Hamilton och Alonso 109 var. Räikkönen blev världsmästare för första gången samtidigt som Ferrari tog hem konstruktörstiteln. 
Efter säsongen ersattes stallchefen Jean Todt av Stefano Domenicali.

### 2009
2009 blev inget lyckat år. Teamet behöll sin föraruppställning med Kimi Räikkönen och Felipe Massa. Ferrari slutade på en fjärde plats i konstruktörsmästerskapet

### 2010
Inför säsongen gjorde Ferrari klart med Fernando Alonso som förare tillsammans med redan kontrakterade Felipe Massa. Säsongen började bra för Ferrari och en bit in på säsongen låg man på första och andra plats med Alonso som ledare. Men efter sju körda lopp låg man bara på tredje plats i konstruktörs VM. Efter en kontroversiell första och andra plats på Tysklands Grand Prix på Hockenheim där Massa vart beordrad av teamet att släppa förbi Alonso, vilket enligt FIA var förbjudet, fick Ferrari böta det maximala belopp som kan utfärdas av domarna. 100 000 US dollar. Säsongen avslutades med Sebastian Vettel som vinnare och Alonso som tvåa.

### 2011
Säsongen 2011 kördes bilarna återigen av Fernando Alonso och Felipe Massa. Teamet slutade på tredje plats i konstruktörsmästerskapet.

### 2012
Även detta året kördes bilarna av Fernando Alonso och Felipe Massa. Teamet slutade på tredje plats i konstruktörsmästerskapet.

### 2013
Teamet behöll sin föraruppställning med Fernando Alonso och Felipe Massa. Det blev en tredje plats i konstruktörsmästerskapet.

### 2014
Teamet meddelar att man kommer att byta ut Felipe Massa till Kimi Räikkönen. Fernando Alonso stannar kvar i teamet.

### 2015
Fernando Alonso lämnar teamet och går till McLaren. Teamet tar in Sebastian Vettel från Red Bull Racing.

## F1-säsonger
| Säsong | Tävlingsnamn                    | Bil                                                  | Motor                                                    | Däck | Poäng | VM-plac. | Nr. | Förare 1           | Nr. | Förare 2            | Övriga förare i alfabetisk ordning |
| ------ | ------------------------------- | ---------------------------------------------------- | -------------------------------------------------------- | ---- | ----- | -------- | --- | ------------------ | --- | ------------------- | --- |
| 1950   | Scuderia Ferrari                | Ferrari 125 Ferrari 166F2-50 Ferrari 275 Ferrari 375 | Ferrari 1.5 V12C Ferrari Ferrari 3.3 V12 Ferrari 4.5 V12 | E    | 18    | 2:a      |     | Alberto Ascari     |     | Dorino Serafini     | Raymond Sommer · Luigi Villoresi |
| 1951   | Scuderia Ferrari                | Ferrari 125 Ferrari 375                              | Ferrari 1.5 V12C Ferrari 4.5 V12                         | P    | 30    | 2:a      |     | Alberto Ascari     |     | Luigi Villoresi     | José Froilán González · Piero Taruffi · Peter Whitehead                                                                                      |
| 1952   | Scuderia Ferrari                | Ferrari 500                                          | Ferrari 2.0 L4                                           | P    | 32    | 1:a      |     | André Simon        |     | Nino Farina         | Alberto Ascari · Piero Taruffi · Luigi Villoresi                                                                                             |
| 1952   | Enzo Ferrari                    | Ferrari 375 Indy                                     | Ferrari 4.5 V12                                          | F    |       |          |     | Alberto Ascari     |     |                     | |
| 1953   | Scuderia Ferrari                | Ferrari 500 Ferrari 553 Squalo                       | Ferrari 2.0 L4                                           | P    | 32    | 1:a      |     | Luigi Villoresi    |     | Alberto Ascari      | Piero Carini · Nino Farina · Mike Hawthorn · Umberto Maglioli                                                                                |
| 1954   | Scuderia Ferrari                | Ferrari 625 Ferrari 553 Squalo                       | Ferrari 2.5 L4                                           | P    | 34    | 2:a      |     | Mike Hawthorn      |     | Maurice Trintignant | Alberto Ascari · Nino Farina · José Froilán González · Robert Manzon · Umberto Maglioli · Piero Taruffi                                      |
| 1955   | Scuderia Ferrari                | Ferrari 625 Ferrari 555 Supersqualo Ferrari D50      | Ferrari 2.5 L4 Ferrari 2.5 V8                            | E    | 24    | 2:a      |     | Nino Farina        |     | Eugenio Castellotti | Paul Frère · José Froilán González · Mike Hawthorn · Maurice Trintignant · Luigi Villoresi · Umberto Maglioli · Harry Schell · Piero Taruffi |
| 1956   | Scuderia Ferrari                | Ferrari D50 Ferrari 555 Supersqualo                  | Ferrari 2.5 V8 Ferrari 2.5 L4 Ferrari 2.5 V8             | E    | 40    | 1:a      |     | Juan Manuel Fangio |     | Eugenio Castellotti | Peter Collins · Alfonso de Portago · Paul Frère · Olivier Gendebien · Luigi Musso · André Pilette · Wolfgang von Trips                       |
| 1957   | Scuderia Ferrari                | Ferrari D50 Ferrari 801                              | Ferrari 2.5 V8                                           | E    | 24    | 3:a      |     | Peter Collins      |     | Luigi Musso         | Eugenio Castellotti · Alfonso de Portago · José Froilán González · Mike Hawthorn · Cesare Perdisa · Maurice Trintignant · Wolfgang von Trips |
| 1958   | Scuderia Ferrari                | Ferrari 246 Ferrari Dino 156                         | Ferrari 2.4 V6 Ferrari 1.5 V6                            | E    | 40    | 2:a      |     | Olivier Gendebien  |     | Phil Hill           | Peter Collins · Mike Hawthorn · Luigi Musso · Wolfgang von Trips                                                                             |
| 1959   | Scuderia Ferrari                | Ferrari 256 Ferrari Dino 156                         | Ferrari 2.4 V6 Ferrari 1.5 V6                            | D    | 32    | 2:a      |     | Tony Brooks        |     | Cliff Allison       | Jean Behra · Olivier Gendebien · Dan Gurney · Phil Hill · Wolfgang von Trips                                                                 |
| 1960   | Scuderia Ferrari                | Ferrari 256 Ferrari 246P                             | Ferrari 2.4 V6 Ferrari 1.5 V6                            | D    | 26    | 3:a      |     | Willy Mairesse     |     | Richie Ginther      | Cliff Allison · José Froilán González · Phil Hill · Wolfgang von Trips                                                                       |
| 1961   | Scuderia Ferrari SpA SEFAC      | Ferrari 156                                          | Ferrari 1.5 V6                                           | D    | 40    | 1:a      |     | Phil Hill          |     | Wolfgang von Trips  | Olivier Gendebien · Richie Ginther · Willy Mairesse · Ricardo Rodriguez                                                                      |
| 1961   | FISA                            | Ferrari 156                                          | Ferrari 1.5 V6                                           | D    | 8     | 1:a      |     | Giancarlo Baghetti |     |                     | |
| 1962   | Scuderia Ferrari SpA SEFAC      | Ferrari 156                                          | Ferrari 1.5 V6                                           | D    | 18    | 6:a      |     | Giancarlo Baghetti |     | Ricardo Rodriguez   | Lorenzo Bandini · Phil Hill · Willy Mairesse                                                                                                 |
| 1963   | Scuderia Ferrari SpA SEFAC      | Ferrari 156/63 Ferrari 156 Aero                      | Ferrari 1.5 V6                                           | D    | 26    | 4:a      |     | John Surtees       |     | Lorenzo Bandini     | Willy Mairesse · Ludovico Scarfiotti |
| 1964   | Scuderia Ferrari SpA SEFAC      | Ferrari 156 Aero Ferrari 158                         | Ferrari 1.5 V6 Ferrari 1.5 V8                            | D    | 45    | 1:a      |     | John Surtees       |     | Lorenzo Bandini     | Ludovico Scarfiotti |
| 1964   | North American Racing Team      | Ferrari 158 Ferrari 1512 Ferrari 156 Aero            | Ferrari 1.5 V8 Ferrari 1.5 F12 Ferrari 1.5 V6            | D    |       |          |     | John Surtees       |     | Lorenzo Bandini     | Pedro Rodríguez |
| 1965   | Scuderia Ferrari SpA SEFAC      | Ferrari 158 Ferrari 1512                             | Ferrari 1.5 V8 Ferrari 1.5 F12                           | D    | 26    | 4:a      |     | Lorenzo Bandini    |     | Nino Vaccarella     | John Surtees |
| 1965   | North American Racing Team      | Ferrari 1512 Ferrari 158                             | Ferrari 1.5 F12 Ferrari 1.5 V8                           | D    |       |          |     | Lorenzo Bandini    |     | Pedro Rodríguez     | Bob Bondurant · Ludovico Scarfiotti |
| 1966   | Scuderia Ferrari SpA SEFAC      | Ferrari 246T Ferrari 312                             | Ferrari 2.4 V6 Ferrari 3.0 V12                           | F    | 31    | 2:a      |     | Lorenzo Bandini    |     | Mike Parkes         | Ludovico Scarfiotti · John Surtees |
| 1967   | Scuderia Ferrari SpA SEFAC      | Ferrari 312                                          | Ferrari 3.0 V12                                          | F    | 19    | 5:a      |     | Chris Amon         |     | Jonathan Williams   | Lorenzo Bandini · Mike Parkes · Ludovico Scarfiotti                                                                                          |
| 1968   | Scuderia Ferrari SpA SEFAC      | Ferrari 312                                          | Ferrari 3.0 V12                                          | F    | 32    | 4:a      |     | Chris Amon         |     | Jacky Ickx          | Derek Bell · Andrea de Adamich |
| 1969   | Scuderia Ferrari SpA SEFAC      | Ferrari 312/69                                       | Ferrari 3.0 V12                                          | F    | 7     | 6:a      |     | Pedro Rodríguez    |     |                     | Chris Amon · Ernesto Brambilla |
| 1969   | North American Racing Team      | Ferrari 312/69                                       | Ferrari 3.0 V12                                          | D    |       |          |     | Pedro Rodríguez    |     |                     | |
| 1970   | Scuderia Ferrari SpA SEFAC      | Ferrari 312B                                         | Ferrari 3.0 F12                                          | F    | 52    | 2:a      |     | Jacky Ickx         |     | Clay Regazzoni      | Ignazio Giunti |
| 1971   | Scuderia Ferrari SpA SEFAC      | Ferrari 312B                                         | Ferrari 3.0 F12                                          | F    | 33    | 3:a      |     | Clay Regazzoni     |     | Mario Andretti      | Jacky Ickx |
| 1972   | Scuderia Ferrari SpA SEFAC      | Ferrari 312B2-72                                     | Ferrari 3.0 F12                                          | F    | 33    | 4:a      |     | Jacky Ickx         |     | Clay Regazzoni      | Mario Andretti · Nanni Galli · Arturo Merzario                                                                                               |
| 1973   | Scuderia Ferrari SpA SEFAC      | Ferrari 312B2                                        | Ferrari 3.0 F12                                          | G    | 12    | 6:a      |     | Jacky Ickx         |     | Arturo Merzario     | |
| 1974   | Scuderia Ferrari SpA SEFAC      | Ferrari 312B3                                        | Ferrari 3.0 F12                                          | G    | 65    | 2:a      |     | Clay Regazzoni     |     | Niki Lauda          | |
| 1975   | Scuderia Ferrari SpA SEFAC      | Ferrari 312B3 Ferrari 312T                           | Ferrari 3.0 F12                                          | G    | 72,5  | 1:a      |     | Clay Regazzoni     |     | Niki Lauda          | |
| 1976   | Scuderia Ferrari SpA SEFAC      | Ferrari 312T Ferrari 312T2                           | Ferrari 3.0 F12                                          | G    | 83    | 1:a      |     | Niki Lauda         |     | Clay Regazzoni      | Carlos Reutemann |
| 1977   | Scuderia Ferrari SpA SEFAC      | Ferrari 312T2                                        | Ferrari 3.0 F12                                          | G    | 95    | 1:a      |     | Gilles Villeneuve  |     | Carlos Reutemann    | Niki Lauda |
| 1978   | Scuderia Ferrari SpA SEFAC      | Ferrari 312T2 Ferrari 312T3                          | Ferrari 3.0 F12 Ferrari 3.0 F12                          | M    | 58    | 2:a      |     | Carlos Reutemann   |     | Gilles Villeneuve   | |
| 1979   | Scuderia Ferrari SpA SEFAC      | Ferrari 312T3 Ferrari 312T4                          | Ferrari 3.0 F12                                          | M    | 113   | 1:a      |     | Jody Scheckter     |     | Gilles Villeneuve   | |
| 1980   | Scuderia Ferrari SpA SEFAC      | Ferrari 312T5                                        | Ferrari 3.0 F12                                          | M    | 8     | 10:a     |     | Jody Scheckter     |     | Gilles Villeneuve   | |
| 1981   | Scuderia Ferrari SpA SEFAC      | Ferrari 126CK                                        | Ferrari 1.5 V6T                                          | M    | 34    | 5:a      |     | Gilles Villeneuve  |     | Didier Pironi       | |
| 1982   | Scuderia Ferrari SpA SEFAC      | Ferrari 126C2                                        | Ferrari 1.5 V6T                                          | G    | 74    | 1:a      |     | Patrick Tambay     |     | Mario Andretti      | Didier Pironi · Gilles Villeneuve |
| 1983   | Scuderia Ferrari SpA SEFAC      | Ferrari 126C2B Ferrari 126C3                         | Ferrari 1.5 V6T                                          | G    | 89    | 1:a      |     | Patrick Tambay     |     | René Arnoux         | |
| 1984   | Scuderia Ferrari SpA SEFAC      | Ferrari 126C4                                        | Ferrari 1.5 V6T                                          | G    | 57,5  | 2:a      |     | Michele Alboreto   |     | René Arnoux         | |
| 1985   | Scuderia Ferrari SpA SEFAC      | Ferrari 156/85                                       | Ferrari 1.5 V6T                                          | G    | 82    | 2:a      |     | Michele Alboreto   |     | Stefan Johansson    | René Arnoux |
| 1986   | Scuderia Ferrari SpA SEFAC      | Ferrari F1-86                                        | Ferrari 1.5 V6T                                          | G    | 37    | 4:a      |     | Michele Alboreto   |     | Stefan Johansson    | |
| 1987   | Scuderia Ferrari SpA SEFAC      | Ferrari F1-87                                        | Ferrari 1.5 V6T                                          | G    | 53    | 4:a      |     | Michele Alboreto   |     | Gerhard Berger      | |
| 1988   | Scuderia Ferrari SpA SEFAC      | Ferrari F1-87/88C                                    | Ferrari 1.5 V6T                                          | G    | 65    | 2:a      |     | Michele Alboreto   |     | Gerhard Berger      | |
| 1989   | Scuderia Ferrari SpA SEFAC      | Ferrari F1-89                                        | Ferrari 3.5 V12                                          | G    | 59    | 3:a      |     | Nigel Mansell      |     | Gerhard Berger      | |
| 1990   | Scuderia Ferrari SpA            | Ferrari F1-90 Ferrari F1-90-2                        | Ferrari 3.5 V12                                          | G    | 110   | 2:a      |     | Alain Prost        |     | Nigel Mansell       | |
| 1991   | Scuderia Ferrari SpA            | Ferrari F1-91 Ferrari F1-91-2                        | Ferrari 3.5 V12 Ferrari 3.5 V12                          | G    | 46,5  | 3:a      |     | Gianni Morbidelli  |     | Jean Alesi          | Alain Prost |
| 1992   | Scuderia Ferrari SpA            | Ferrari F92A Ferrari F92AT                           | Ferrari 3.5 V12                                          | G    | 21    | 4:a      |     | Jean Alesi         |     | Nicola Larini       | Ivan Capelli |
| 1993   | Scuderia Ferrari                | Ferrari F93A                                         | Ferrari 3.5 V12                                          | G    | 28    | 4:a      |     | Jean Alesi         |     | Gerhard Berger      | |
| 1994   | Scuderia Ferrari                | Ferrari 412T1 Ferrari 412T1B                         | Ferrari 3.5 V12                                          | G    | 71    | 3:a      |     | Jean Alesi         |     | Gerhard Berger      | Nicola Larini |
| 1995   | Scuderia Ferrari                | Ferrari 412T2                                        | Ferrari 3.0 V12                                          | G    | 73    | 3:a      |     | Jean Alesi         |     | Gerhard Berger      | |
| 1996   | Scuderia Ferrari                | Ferrari F310                                         | Ferrari 3.0 V10                                          | G    | 70    | 2:a      |     | Michael Schumacher |     | Eddie Irvine        | |
| 1997   | Scuderia Ferrari Marlboro       | Ferrari F310B                                        | Ferrari 3.0 V10                                          | G    | 102   | 2:a      |     | Michael Schumacher |     | Eddie Irvine        | |
| 1998   | Scuderia Ferrari Marlboro       | Ferrari F300                                         | Ferrari 3.0 V10                                          | G    | 133   | 2:a      |     | Michael Schumacher |     | Eddie Irvine        | |
| 1999   | Scuderia Ferrari Marlboro       | Ferrari F399                                         | Ferrari 3.0 V10                                          | B    | 128   | 1:a      |     | Michael Schumacher |     | Eddie Irvine        | Mika Salo |
| 2000   | Scuderia Ferrari Marlboro       | Ferrari F1-2000                                      | Ferrari 3.0 V10                                          | B    | 170   | 1:a      |     | Michael Schumacher |     | Rubens Barrichello  | |
| 2001   | Scuderia Ferrari Marlboro       | Ferrari F2001                                        | Ferrari 3.0 V10                                          | B    | 179   | 1:a      |     | Michael Schumacher |     | Rubens Barrichello  | |
| 2002   | Scuderia Ferrari Marlboro       | Ferrari F2001 Ferrari F2002                          | Ferrari 3.0 V10                                          | B    | 221   | 1:a      |     | Michael Schumacher |     | Rubens Barrichello  | |
| 2003   | Scuderia Ferrari Marlboro       | Ferrari F2002 Ferrari F2003-GA                       | Ferrari 051 Ferrari 052                                  | B    | 158   | 1:a      |     | Michael Schumacher |     | Rubens Barrichello  | |
| 2004   | Scuderia Ferrari Marlboro       | Ferrari F2004                                        | Ferrari 053                                              | B    | 262   | 1:a      |     | Michael Schumacher |     | Rubens Barrichello  | |
| 2005   | Scuderia Ferrari Marlboro       | Ferrari F2004M Ferrari F2005                         | Ferrari 054 Ferrari 055                                  | B    | 100   | 3:a      |     | Michael Schumacher |     | Rubens Barrichello  | |
| 2006   | Scuderia Ferrari Marlboro       | Ferrari 248 F1                                       | Ferrari 056 V8                                           | B    | 201   | 2:a      |     | Michael Schumacher |     | Felipe Massa        | |
| 2007   | Scuderia Ferrari Marlboro       | Ferrari F2007                                        | Ferrari 056 V8                                           | B    | 204   | 1:a      |     | Felipe Massa       |     | Kimi Räikkönen      | |
| 2008   | Scuderia Ferrari Marlboro       | Ferrari F2008                                        | Ferrari 056 V8                                           | B    | 172   | 1:a      |     | Kimi Räikkönen     |     | Felipe Massa        | |
| 2009   | Scuderia Ferrari Marlboro       | Ferrari F60                                          | Ferrari 056 V8                                           | B    | 70    | 4:a      |     | Felipe Massa       |     | Kimi Räikkönen      | Luca Badoer · Giancarlo Fisichella |
| 2010   | Scuderia Ferrari Marlboro       | Ferrari F10                                          | Ferrari 056 V8                                           | B    | 396   | 3:a      |     | Fernando Alonso    |     | Felipe Massa        | |
| 2011   | Scuderia Ferrari Marlboro       | Ferrari 150° Italia                                  | Ferrari 056 V8                                           | P    | 375   | 3:a      |     | Fernando Alonso    |     | Felipe Massa        | |
| 2012   | Scuderia Ferrari                | Ferrari F2012                                        | Ferrari Type 056                                         | P    | 400   | 2:a      |     | Fernando Alonso    |     | Felipe Massa        | |
| 2013   | Scuderia Ferrari                | Ferrari F138                                         | Ferrari Type 056                                         | P    | 354   | 3:a      |     | Fernando Alonso    |     | Felipe Massa        | |
| 2014   | Scuderia Ferrari                | Ferrari F14 T                                        | Ferrari 059/3                                            | P    | 216   | 4:a      | 14. | Fernando Alonso    | 7.  | Kimi Räikkönen      | |
| 2015   | Scuderia Ferrari                | Ferrari SF15–T                                       | Ferrari 060                                              | P    | 428   | 2:a      | 5.  | Sebastian Vettel   | 7.  | Kimi Räikkönen      | |
| 2016   | Scuderia Ferrari                | Ferrari SF16-H                                       | Ferrari 061                                              | P    | 398   | 3:e      | 5.  | Sebastian Vettel   | 7.  | Kimi Räikkönen      | |
| 2017   | Scuderia Ferrari                | Ferrari SF70H                                        | Ferrari 062                                              | P    | 522   | 2:a      | 5.  | Sebastian Vettel   | 7.  | Kimi Räikkönen      | |
| 2018   | Scuderia Ferrari                | Ferrari SF71H                                        | Ferrari 062 EVO                                          | P    | 571   | 2:a      | 5.  | Sebastian Vettel   | 7.  | Kimi Räikkönen      | |
| 2019   | Scuderia Ferrari Mission Winnow | Ferrari SF90                                         | Ferrari 064                                              | P    | 504   | 2:a      | 5.  | Sebastian Vettel   | 16. | Charles Leclerc     | |
| 2020   | Scuderia Ferrari Mission Winnow | Ferrari SF1000                                       | Ferrari 065                                              | P    | 131   | 6:a      | 5.  | Sebastian Vettel   | 16. | Charles Leclerc     | |
| 2021   | Scuderia Ferrari Mission Winnow | Ferrari SF21                                         | Ferrari 066                                              | P    | 323,5 | 3:a      | 16. | Charles Leclerc    | 55. | Carlos Sainz        | |
| 2022   | Scuderia Ferrari                | Ferrari F1-75                                        | Ferrari 067                                              | P    | 554   | 2:a      | 16. | Charles Leclerc    | 55. | Carlos Sainz        | |
| 2023   | Scuderia Ferrari                | Ferrari SF-23                                        | Ferrari 068                                              | P    | 406   | 3:a      | 16. | Charles Leclerc    | 55. | Carlos Sainz        | |
| 2024   | Scuderia Ferrari HP             | Ferrari SF-24                                        | Ferrari 066/12                                           | P    | 652   | 2:a      | 16. | Charles Leclerc    | 55. | Carlos Sainz        | Oliver Bearman |
| 2025   | Scuderia Ferrari HP             | Ferrari SF-25                                        | Ferrari 066/12                                           | P    | 222   | 3:a      | 16. | Charles Leclerc    | 44. | Lewis Hamilton      | |

| 1. Storbritannien 1951 2. Tyskland 1951 3. Italien 1951 4. Schweiz 1952 5. Belgien 1952 6. Frankrike 1952 7. Storbritannien 1952 8. Tyskland 1952 9. Nederländerna 1952 10. Italien 1952 11. Argentina 1953 12. Nederländerna 1953 13. Belgien 1953 14. Frankrike 1953 15. Storbritannien 1953 16. Tyskland 1953 17. Schweiz 1953 18. Storbritannien 1954 19. Spanien 1954 20. Monaco 1955 21. Argentina 1956 22. Belgien 1956 23. Frankrike 1956 24. Storbritannien 1956 25. Tyskland 1956 26. Frankrike 1958 27. Storbritannien 1958 28. Frankrike 1959 29. Tyskland 1959 30. Italien 1960 31. Nederländerna 1961 32. Belgien 1961 33. Storbritannien 1961 34. Frankrike 1961 35. Italien 1961 36. Tyskland 1963 37. Tyskland 1964 38. Österrike 1964 39. Italien 1964 40. Belgien 1966 41. Italien 1966 42. Frankrike 1968 43. Österrike 1970 44. Italien 1970 45. Kanada 1970 46. Mexiko 1970 47. Sydafrika 1971 48. Nederländerna 1971 49. Tyskland 1972 50. Spanien 1974 51. Nederländerna 1974 52. Tyskland 1974 53. Monaco 1975 54. Belgien 1975 55. Sverige 1975 56. Frankrike 1975 57. Italien 1975 58. USA 1975 59. Brasilien 1976 60. Sydafrika 1976 61. USA West 1976 62. Belgien 1976 63. Monaco 1976 64. Storbritannien 1976 65. Brasilien 1977 66. Sydafrika 1977 67. Tyskland 1977 68. Nederländerna 1977 69. Brasilien 1978 70. USA West 1978 71. Storbritannien 1978 72. USA 1978 73. Kanada 1978 74. Sydafrika 1979 75. USA West 1979 76. Belgien 1979 77. Monaco 1979 78. Italien 1979 79. USA 1979 80. Monaco 1981 81. Spanien 1981 82. San Marino 1982 83. Nederländerna 1982 84. Tyskland 1982 85. San Marino 1983 86. Kanada 1983 87. Tyskland 1983 88. Nederländerna 1983 89. Belgien 1984 90. Kanada 1985 91. Tyskland 1985 92. Japan 1987 93. Australien 1987 94. Italien 1988 95. Brasilien 1989 96. Ungern 1989 97. Portugal 1989 98. Brasilien 1990 99. Mexiko 1990 100. Frankrike 1990 101. Storbritannien 1990 102. Portugal 1990 103. Spanien 1990 104. Tyskland 1994 105. Kanada 1995 106. Spanien 1996 107. Belgien 1996 108. Italien 1996 109. Monaco 1997 110. Kanada 1997 111. Frankrike 1997 112. Belgien 1997 113. Japan 1997 114. Argentina 1998 115. Kanada 1998 116. Frankrike 1998 117. Storbritannien 1998 118. Ungern 1998 119. Italien 1998 120. Australien 1999 121. San Marino 1999 122. Monaco 1999 123. Österrike 1999 124. Tyskland 1999 125. Malaysia 1999 126. Australien 2000 127. Brasilien 2000 128. San Marino 2000 129. Europa 2000 130. Kanada 2000 131. Tyskland 2000 132. Italien 2000 133. USA 2000 134. Japan 2000 135. Malaysia 2000 136. Australien 2001 137. Malaysia 2001 138. Spanien 2001 139. Monaco 2001 140. Europa 2001 141. Frankrike 2001 142. Ungern 2001 143. Belgien 2001 144. Japan 2001 145. Australien 2002 146. Brasilien 2002 147. San Marino 2002 148. Spanien 2002 149. Österrike 2002 150. Kanada 2002 151. Europa 2002 152. Storbritannien 2002 153. Frankrike 2002 154. Tyskland 2002 155. Ungern 2002 156. Belgien 2002 157. Italien 2002 158. USA 2002 159. Japan 2002 160. San Marino 2003 161. Spanien 2003 162. Österrike 2003 163. Kanada 2003 164. Storbritannien 2003 165. Italien 2003 166. USA 2003 167. Japan 2003 168. Australien 2004 169. Malaysia 2004 170. Bahrain 2004 171. San Marino 2004 172. Spanien 2004 173. Europa 2004 174. Kanada 2004 175. USA 2004 176. Frankrike 2004 177. Storbritannien 2004 178. Tyskland 2004 179. Ungern 2004 180. Italien 2004 181. Kina 2004 182. Japan 2004 183. USA 2005 184. San Marino 2006 185. Europa 2006 186. USA 2006 187. Frankrike 2006 188. Tyskland 2006 189. Turkiet 2006 190. Italien 2006 191. Kina 2006 192. Brasilien 2006 193. Australien 2007 194. Bahrain 2007 195. Spanien 2007 196. Frankrike 2007 197. Storbritannien 2007 198. Turkiet 2007 199. Belgien 2007 200. Kina 2007 201. Brasilien 2007 202. Malaysia 2008 203. Bahrain 2008 204. Spanien 2008 205. Turkiet 2008 206. Frankrike 2008 207. Europa 2008 208. Belgien 2008 209. Brasilien 2008 210. Belgien 2009 211. Bahrain 2010 212. Tyskland 2010 213. Italien 2010 214. Singapore 2010 215. Korea 2010 216. Storbritannien 2011 217. Malaysia 2012 218. Europa 2012 219. Tyskland 2012 220. Kina 2013 221. Spanien 2013 222. Malaysia 2015 223. Ungern 2015 224. Singapore 2015 225. Australien 2017 226. Bahrain 2017 227. Monaco 2017 228. Ungern 2017 229. Brasilien 2017 230. Australien 2018 231. Bahrain 2018 232. Kanada 2018 233. Storbritannien 2018 234. Belgien 2018 235. USA 2018 236. Belgien 2019 237. Italien 2019 238. Singapore 2019 239. Bahrain 2022 240. Australien 2022 241. Storbritannien 2022 242. Österrike 2022 |

| 1. Storbritannien 1951 2. Tyskland 1951 3. Spanien 1951 4. Schweiz 1952 5. Belgien 1952 6. Frankrike 1952 7. Storbritannien 1952 8. Tyskland 1952 9. Nederländerna 1952 10. Italien 1952 11. Argentina 1953 12. Nederländerna 1953 13. Frankrike 1953 14. Storbritannien 1953 15. Tyskland 1953 16. Italien 1953 17. Argentina 1954 18. Schweiz 1954 19. Argentina 1955 20. Argentina 1956 21. Monaco 1956 22. Belgien 1956 23. Frankrike 1956 24. Tyskland 1956 25. Italien 1956 26. Belgien 1958 27. Frankrike 1958 28. Tyskland 1958 29. Marocko 1958 30. Frankrike 1959 31. Tyskland 1959 32. Italien 1960 33. Nederländerna 1961 34. Belgien 1961 35. Frankrike 1961 36. Storbritannien 1961 37. Tyskland 1961 38. Italien 1961 39. Italien 1963 40. Tyskland 1964 41. Italien 1964 42. Belgien 1966 43. Frankrike 1966 44. Italien 1966 45. Spanien 1968 46. Belgien 1968 47. Nederländerna 1968 48. Tyskland 1968 49. Frankrike 1970 50. Tyskland 1970 51. Italien 1970 52. USA 1970 53. Mexiko 1970 54. Spanien 1971 55. Nederländerna 1971 56. Storbritannien 1971 57. Spanien 1972 58. Storbritannien 1972 59. Tyskland 1972 60. Italien 1972 61. Sydafrika 1974 62. Spanien 1974 63. Belgien 1974 64. Monaco 1974 65. Nederländerna 1974 66. Frankrike 1974 67. Storbritannien 1974 68. Tyskland 1974 69. Österrike 1974 70. Italien 1974 71. Spanien 1975 72. Monaco 1975 73. Belgien 1975 74. Nederländerna 1975 75. Frankrike 1975 76. Tyskland 1975 77. Österrike 1975 78. Italien 1975 79. USA 1975 80. USA West 1976 81. Belgien 1976 82. Monaco 1976 83. Storbritannien 1976 84. USA West 1977 85. Österrike 1977 86. USA West 1978 87. Monaco 1978 88. USA West 1979 89. Monaco 1979 90. San Marino 1981 91. Kanada 1982 92. Tyskland 1982 93. Italien 1982 94. USA West 1983 95. San Marino 1983 96. Detroit 1983 97. Kanada 1983 98. Storbritannien 1983 99. Tyskland 1983 100. Österrike 1983 101. Sydafrika 1983 102. Belgien 1984 103. Brasilien 1985 104. Portugal 1987 105. Japan 1987 106. Australien 1987 107. Storbritannien 1988 108. Frankrike 1990 109. Storbritannien 1990 110. Portugal 1990 111. Tyskland 1994 112. Italien 1994 113. Portugal 1994 114. Belgien 1995 115. San Marino 1996 116. Monaco 1996 117. Frankrike 1996 118. Ungern 1996 119. Kanada 1997 120. Frankrike 1997 121. Ungern 1997 122. Italien 1998 123. Luxemburg 1998 124. Japan 1998 125. Kanada 1999 126. Malaysia 1999 127. Japan 1999 128. Storbritannien 2000 129. Spanien 2000 130. Monaco 2000 131. Kanada 2000 132. Frankrike 2000 133. Ungern 2000 134. Italien 2000 135. USA 2000 136. Japan 2000 137. Malaysia 2000 138. Australien 2001 139. Malaysia 2001 140. Brasilien 2001 141. Spanien 2001 142. Österrike 2001 143. Kanada 2001 144. Europa 2001 145. Storbritannien 2001 146. Ungern 2001 147. USA 2001 148. Japan 2001 149. Australien 2002 150. Malaysia 2002 151. San Marino 2002 152. Spanien 2002 153. Österrike 2002 154. Tyskland 2002 155. Ungern 2002 156. Belgien 2002 157. USA 2002 158. Japan 2002 159. Australien 2003 160. Brasilien 2003 161. San Marino 2003 162. Spanien 2003 163. Österrike 2003 164. Storbritannien 2003 165. Italien 2003 166. Japan 2003 167. Australien 2004 168. Malaysia 2004 169. Bahrain 2004 170. Spanien 2004 171. Europa 2004 172. USA 2004 173. Tyskland 2004 174. Ungern 2004 175. Italien 2004 176. Kina 2004 177. Japan 2004 178. Brasilien 2004 179. Ungern 2005 180. Bahrain 2006 181. San Marino 2006 182. USA 2006 183. Frankrike 2006 184. Turkiet 2006 185. Japan 2006 186. Brasilien 2006 187. Australien 2007 188. Malaysia 2007 189. Bahrain 2007 190. Spanien 2007 191. Frankrike 2007 192. Europa 2007 193. Turkiet 2007 194. Belgien 2007 195. Brasilien 2007 196. Malaysia 2008 197. Spanien 2008 198. Turkiet 2008 199. Monaco 2008 200. Frankrike 2008 201. Europa 2008 202. Singapore 2008 203. Brasilien 2008 204. Italien 2010 205. Singapore 2010 206. Storbritannien 2012 207. Tyskland 2012 208. Singapore 2015 209. Ryssland 2017 210. Monaco 2017 211. Ungern 2017 212. Singapore 2017 213. Mexiko 2017 214. Bahrain 2018 215. Kina 2018 216. Azerbajdzjan 2018 217. Kanada 2018 218. Tyskland 2018 219. Italien 2018 220. Bahrain 2019 221. Kanada 2019 222. Österrike 2019 223. Belgien 2019 224. Italien 2019 225. Singapore 2019 226. Ryssland 2019 227. Japan 2019 228. Mexiko 2019 229. Monaco 2021 230. Azerbajdzjan 2021 231. Bahrain 2022 232. Australien 2022 233. Miami 2022 234. Spanien 2022 235. Monaco 2022 236. Azerbajdzjan 2022 237. Storbritannien 2022 238. Frankrike 2022 239. Belgien 2022 240. Italien 2022 241. Singapore 2022 242. USA 2022 |

| 1. Schweiz 1952 2. Belgien 1952 3. Frankrike 1952 4. Storbritannien 1952 5. Tyskland 1952 6. Nederländerna 1952 7. Italien 1952 8. Argentina 1953 9. Nederländerna 1953 10. Storbritannien 1953 11. Tyskland 1953 12. Schweiz 1953 13. Argentina 1954 14. Storbritannien 1954 15. Storbritannien 1954 16. Italien 1954 17. Argentina 1956 18. Monaco 1956 19. Frankrike 1956 20. Tyskland 1956 21. Frankrike 1957 22. Monaco 1958 23. Belgien 1958 24. Frankrike 1958 25. Storbritannien 1958 26. Portugal 1958 27. Italien 1958 28. Tyskland 1959 29. Italien 1959 30. Belgien 1960 31. Italien 1960 32. Monaco 1961 33. Belgien 1961 34. Frankrike 1961 35. Tyskland 1961 36. Monaco 1963 37. Storbritannien 1963 38. Tyskland 1963 39. Tyskland 1964 40. Italien 1964 41. Monaco 1966 42. Belgien 1966 43. Frankrike 1966 44. Italien 1966 45. Nederländerna 1970 46. Tyskland 1970 47. Österrike 1970 48. Österrike 1970 49. Italien 1970 50. Kanada 1970 51. USA 1970 52. Mexiko 1970 53. Sydafrika 1971 54. Spanien 1971 55. Nederländerna 1971 56. USA 1971 57. Spanien 1972 58. Tyskland 1972 59. Italien 1972 60. Argentina 1974 61. Brasilien 1974 62. Spanien 1974 63. Storbritannien 1974 64. Österrike 1974 65. Kanada 1974 66. Belgien 1975 67. Sverige 1975 68. Nederländerna 1975 69. Storbritannien 1975 70. Tyskland 1975 71. Italien 1975 72. Sydafrika 1976 73. USA West 1976 74. Belgien 1976 75. Monaco 1976 76. Frankrike 1976 77. Storbritannien 1976 78. Nederländerna 1976 79. USA West 1977 80. Tyskland 1977 81. Nederländerna 1977 82. Argentina 1978 83. Brasilien 1978 84. Frankrike 1978 85. Sydafrika 1979 86. USA West 1979 87. Spanien 1979 88. Belgien 1979 89. Tyskland 1979 90. Nederländerna 1979 91. San Marino 1981 92. Las Vegas 1981 93. San Marino 1982 94. Kanada 1982 95. Kanada 1983 96. Tyskland 1983 97. Nederländerna 1983 98. Belgien 1984 99. Nederländerna 1984 100. Europa 1984 101. San Marino 1985 102. Monaco 1985 103. Portugal 1987 104. Spanien 1987 105. Australien 1987 106. Brasilien 1988 107. Belgien 1988 108. Italien 1988 109. Portugal 1988 110. Mexiko 1989 111. Storbritannien 1989 112. Ungern 1989 113. Portugal 1989 114. Mexiko 1990 115. Frankrike 1990 116. Storbritannien 1990 117. Belgien 1990 118. Australien 1990 119. USA 1991 120. Monaco 1991 121. San Marino 1995 122. Monaco 1995 123. Italien 1995 124. Spanien 1996 125. Italien 1996 126. Monaco 1997 127. Frankrike 1997 128. Storbritannien 1997 129. San Marino 1998 130. Kanada 1998 131. Storbritannien 1998 132. Ungern 1998 133. Belgien 1998 134. Japan 1998 135. Australien 1999 136. San Marino 1999 137. Spanien 1999 138. Kanada 1999 139. Malaysia 1999 140. Japan 1999 141. Australien 2000 142. Brasilien 2000 143. Europa 2000 144. Tyskland 2000 145. Belgien 2000 146. Australien 2001 147. Spanien 2001 148. Belgien 2001 149. San Marino 2002 150. Spanien 2002 151. Österrike 2002 152. Monaco 2002 153. Europa 2002 154. Storbritannien 2002 155. Tyskland 2002 156. Ungern 2002 157. Belgien 2002 158. Italien 2002 159. USA 2002 160. Japan 2002 161. Malaysia 2003 162. Brasilien 2003 163. San Marino 2003 164. Spanien 2003 165. Österrike 2003 166. Storbritannien 2003 167. Italien 2003 168. USA 2003 169. Australien 2004 170. Bahrain 2004 171. San Marino 2004 172. Spanien 2004 173. Monaco 2004 174. Europa 2004 175. Kanada 2004 176. USA 2004 177. Frankrike 2004 178. Storbritannien 2004 179. Ungern 2004 180. Italien 2004 181. Kina 2004 182. Japan 2004 183. San Marino 2005 184. Monaco 2005 185. USA 2005 186. Europa 2006 187. Spanien 2006 188. Monaco 2006 189. USA 2006 190. Frankrike 2006 191. Tyskland 2006 192. Ungern 2006 193. Turkiet 2006 194. Brasilien 2006 195. Australien 2007 196. Bahrain 2007 197. Spanien 2007 198. USA 2007 199. Frankrike 2007 200. Storbritannien 2007 201. Europa 2007 202. Ungern 2007 203. Turkiet 2007 204. Belgien 2007 205. Kina 2007 206. Brasilien 2007 207. Spanien 2008 208. Turkiet 2008 209. Monaco 2008 210. Kanada 2008 211. Frankrike 2008 212. Storbritannien 2008 213. Ungern 2008 214. Europa 2008 215. Belgien 2008 216. Italien 2008 217. Singapore 2008 218. Japan 2008 219. Brasilien 2008 220. Monaco 2009 221. Bahrain 2010 222. Storbritannien 2010 223. Italien 2010 224. Singapore 2010 225. Korea 2010 226. Australien 2011 227. Storbritannien 2011 228. Ungern 2011 229. Tyskland 2013 230. Abu Dhabi 2013 231. Monaco 2014 232. Bahrain 2015 233. Kanada 2015 234. Ryssland 2015 235. Ungern 2016 236. Japan 2016 237. USA 2016 238. Abu Dhabi 2016 239. Azerbajdzjan 2017 240. Belgien 2017 241. Malaysia 2017 242. USA 2017 243. Mexiko 2017 244. Österrike 2018 245. Storbritannien 2018 246. Japan 2018 247. Abu Dhabi 2018 248. Bahrain 2019 249. Azerbajdzjan 2019 250. Frankrike 2019 251. Belgien 2019 252. Mexiko 2019 253. USA 2019 254. Bahrain 2022 255. Saudiarabien 2022 256. Australien 2022 257. Frankrike 2022 |

## Organisation

### Ledande befattningar
Ett urval av de ledande positionerna inom stallet.
| Position                                               |           | Namn                     |
| ------------------------------------------------------ | --------- | ------------------------ |
| Stallchef                                              | Frankrike | Frédéric Vasseur         |
| Sportdirektör och chef för chassiverksamheten          | Italien   | Diego Ioverno            |
| Strategichef                                           | Spanien   | Iñaki Rueda              |
| Tekniska direktörer                                    | Italien   | Enrico Gualtieri (motor) |
|                                                        | Frankrike | Loïc Serra (chassi)      |
| Chef för aerodynamik                                   | Italien   | Diego Tondi              |
| Chef för prestanda                                     | Italien   | Marco Adurno             |
| Chef för ingenjörsvetenskap för racing                 | Italien   | Matteo Togninalli        |
| Chef för ingenjörsvetenskap rörande projekt för chassi | Italien   | Fabio Montecchi          |
| Raceingenjör (Hamilton)                                | Italien   | Riccardo Adami           |
| Raceingenjör (Leclerc)                                 | Italien   | Bryan Bozzi              |

### Sponsorer
Ferraris sponsorer är Alfa Romeo, AMD, Philip Morris International, Shell, Hublot, TNT Energy Drink, Kaspersky Lab, América Móvil, Weichai Holding Group Co., Ltd., UPS och Ray-Ban
Den 24 April 2024 meddelade Ferrari att de har inlett ett mångårigt samarbete med HP. Inc där företaget från och med Miamis Grand Prix 2024 blir huvudsponsorer för Ferrari och därmed byts namnet på stallet till "Scudera Ferrari HP"

## Motortillverkaren
Ferrari har som motorleverantör levererat motorer till ett antal olika formel 1-stall genom åren. Säsongen 2023 kör Haas och Alfa Romeo med Ferrari-motorer.

## Andra stall
Ferrari har också levererat bilar till andra formel 1-stall.
| Stall                       | Säsong | Konstruktör    | Antal lopp | Poäng |
| --------------------------- | ------ | -------------- | ---------- | ----- |
| Chico Landi                 | 1951   | *              | 1          |       |
| Clemente Biondetti          | 1950   | Ferrari-Jaguar | 1          |       |
| Ecurie Espadon              | 1951   | *              | 3          |       |
| Ecurie Espadon              | 1952   | *              | 5          | 10    |
| Ecurie Espadon              | 1953   | *              | 2          |       |
| Ecurie Francorchamps        | 1952   | *              | 4          |       |
| Ecurie Francorchamps        | 1953   | *              | 3          |       |
| Ecurie Francorchamps        | 1954   | *              | 3          |       |
| Ecurie Rosier               | 1952   | *              | 4          |       |
| Ecurie Rosier               | 1953   | *              | 7          |       |
| Ecurie Rosier               | 1954   | *              | 6          | 7     |
| ENB                         | 1955   | *              | 1          |       |
| FISA/Scuderia Sant'Ambroeus | 1961   | *              | 3          | 8     |
| G Caprara                   | 1952   | *              | 1          |       |
| Giorgio Scarlatti           | 1956   | *              | 1          |       |
| Graham Whitehead            | 1951   | *              | 1          |       |
| Peter Whitehead             | 1950   | *              | 3          | 4     |
| Peter Whitehead             | 1951   | *              | 1          |       |
| Peter Whitehead             | 1952   | *              | 2          |       |
| Reg Parnell Racing          | 1966   | *              | 1          |       |
| Scuderia Ambrosiana         | 1954   | *              | 1          |       |
| Scuderia Centro Sud         | 1956   | *              | 1          |       |
| Scuderia Centro Sud         | 1957   | *              | 1          |       |
| Scuderia Marzotto           | 1952   | *              | 2          |       |
| Vanwall                     | 1951   | *              | 2          | 3     |

### Kända förare i andra stall
- Reg Parnell
  - Reg Parnell Racing (1966)
  - Scuderia Ambrosiana (1954)
  - Vanwall (1951)
- Louis Rosier, Ecurie Rosier (1952, 1953, 1954)
- Hans Stuck, Ecurie Espadon (1952)

## Övriga källor
- Chicane F1 – Ferrari